# 인도네시아의 군
카부파텐(인도네시아어: kabupaten) 또는 군은 인도네시아의 행정 구역으로, 인도네시아의 주 바로 아래에 있고 도시(코타)와 같은 수준에 있다. 카부파텐은 케카마탄(Kecamatan), 디스트릭(Distrik), 족자카르타 특별 지역의 카파네원(Kapanewon)과 케만트렌(Kemantren)으로 나뉜다. 인도네시아 카부파텐의 평균 면적은 약 4,578.29km2(1,767.69평방마일)이며, 평균 인구는 670,958명이다.
카부파텐의 영어 이름 "regency"는 카부파텐이 부파티(섭정)에 의해 통치되고 네덜란드어로 regentschap(자바어로는 kabupaten, 이후 인도네시아어로는 kabupaten)으로 알려졌던 네덜란드 식민지 시대에서 유래되었다. 부파티는 식민 이전 자와섬 군주제 시대의 지역 영주였다. 네덜란드가 이러한 군주제를 폐지하거나 축소했을 때, 부파티는 가장 고위 토착 권위자로 남겨졌다. 엄밀히 말하면 이들은 네덜란드인들이 그들의 영토에 대한 완전한 주권을 주장했기 때문에 "토착 통치자"는 아니었지만 실제로는 정교한 예복과 궁전, 높은 수준의 처벌을 포함하여 사소한 왕의 많은 특성을 가졌다.

## 같이 보기
- 인도네시아의 행정 구역